# Franz Behr
Franz Jacob Behr (* 9. Februar 1876 in Hamburg-St. Pauli; † 1948 in Rio de Janeiro, Brasilien) war ein deutscher Fußballspieler, -trainer, -schiedsrichter und -funktionär.
Der ältere zweier Fußball spielender Brüder war Mitgründer von Altona 93, wo er 1896 auch das Amt des 1. Vorsitzenden übernahm. Schon 1894 hatte er sich an der Gründung des Hamburg-Altonaer Fußball-Bundes (HAFB) beteiligt, dem er im ersten Jahrzehnt mit kurzen Unterbrechungen ebenfalls als 1. Vorsitzender diente, und 1903 war er unter den Mitgründern der Deutschen Sportbehörde für (Leicht-)Athletik.
Im eigenen Verein gehörte Franz Behr zu den herausragenden Spielern; er war Kapitän und de facto Spielertrainer, wirkte auch in der repräsentativen Mannschaft des HAFB mit. Mit ihm gewann Altona 93 insgesamt viermal die Meisterschaft des Verbandes. Mit einer Mannschaft, der auch sein jüngerer Bruder Walter angehörte, scheiterte der Verein 1903 erst im Halbfinale um die erste deutsche Fußballmeisterschaft am VfB Leipzig.
Behr war kurz darauf Schiedsrichter des ersten Endspiels zwischen dem VfB und dem DFC Prag in Altona (Endstand 7:2 für die Leipziger). Außerdem trug er beim Endspiel auch die Verantwortung für die Zuschauereinnahmen.
Später wurde er zum Ehrenpräsidenten von Altona 93 ernannt. Von 1903 bis 1904 war Behr 2. Vorsitzender des DFB, dessen Spielausschuss er zeitweise auch angehörte. 1904 wanderte Franz Behr nach Südamerika aus.

## Verweise
1. ↑  Geburtsregister Hamburg II, 1876, Band 2, Eintrag Nr. 768
2. ↑  Sterbejahr nach: Der Sport (Hamburg) vom 20. September 1948, ohne Seitenzahl. Demgegenüber (wohl irrtümlich) 1944 bei Jankowski/Pistorius/Prüß: Fußball im Norden. 100 Jahre Norddeutscher Fußball-Verband, Barsinghausen und Peine 2005, darin: Personifizierte Sportgeschichte, S. 200.
3. ↑  Sport-Allerlei von überall in Der Sportbericht, Stuttgart, vom 20. September 1948, S. 7
4. ↑  60 Jahre AFC Borussia, hg. vom Verein (uncredited), Hamburg 1953.

| Personendaten    | Personendaten                                                       |
| ---------------- | ------------------------------------------------------------------- |
| NAME             | Behr, Franz                                                         |
| ALTERNATIVNAMEN  | Behr, Franz Jacob (vollständiger Name)                              |
| KURZBESCHREIBUNG | deutscher Fußballspieler, -trainer, -schiedsrichter und -funktionär |
| GEBURTSDATUM     | 9. Februar 1876                                                     |
| GEBURTSORT       | Hamburg-St. Pauli                                                   |
| STERBEDATUM      | 1948                                                                |
| STERBEORT        | Rio de Janeiro, Brasilien                                           |